# رام بابا
روم بابا (انگلیسی: Rum baba) یک نوع کیک کوچک مخمر است که با نوشیدنی تقطیری (معمولاً رام ) تهیه می‌شود و پس از آن با خامه زده‌شده و کاستارد پر می‌شود.
خمیرابه این کیک شامل تخم مرغ، شیر و کره است.